# Halberstädter Straße 164

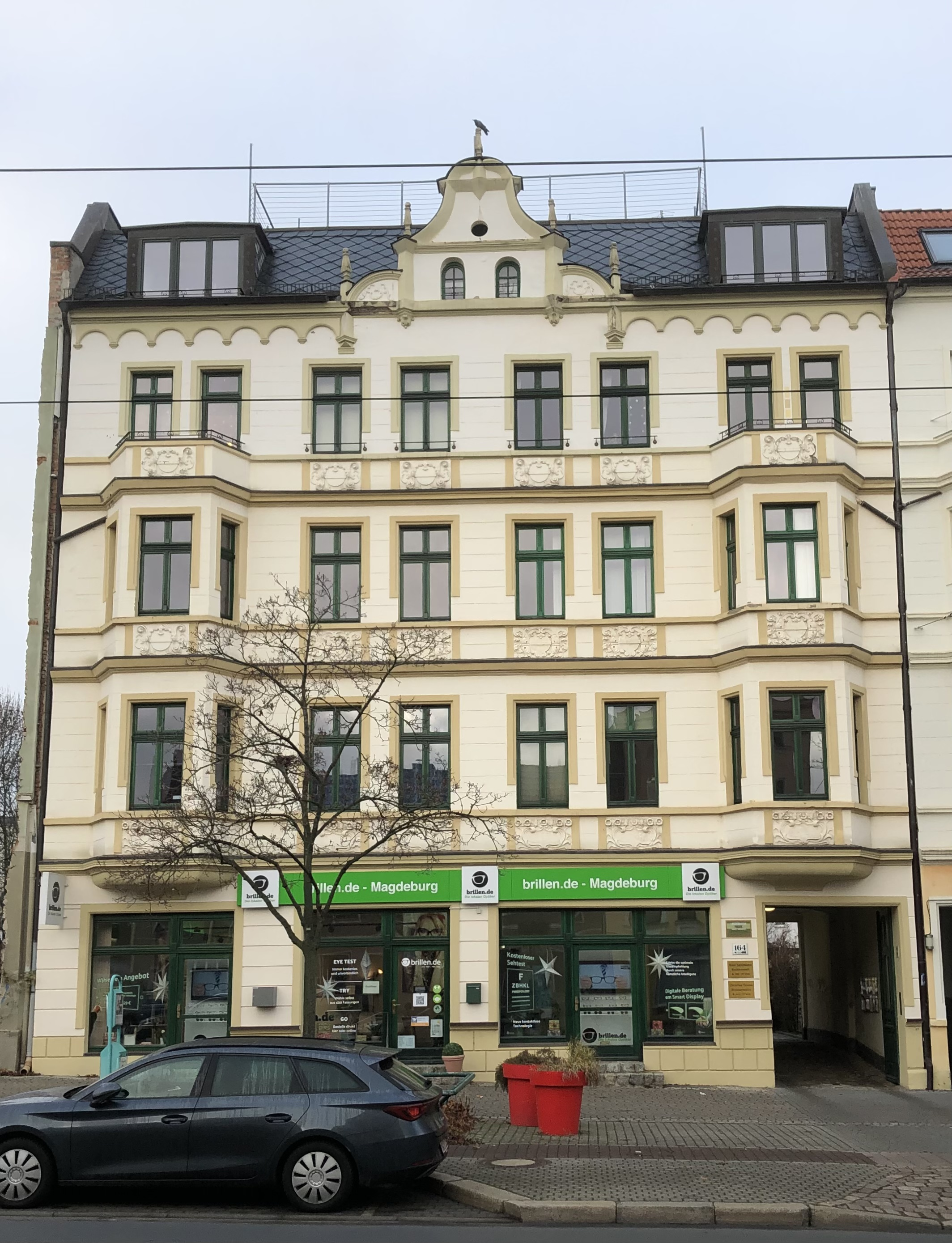
Wohnhaus Halberstädter Straße 164 im Jahr 2021

Das Gebäude Halberstädter Straße 164 ist ein denkmalgeschütztes Wohn- und Geschäftshaus in Magdeburg in Sachsen-Anhalt.

## Lage
Es befindet sich auf der Nordseite der Halberstädter Straße im Magdeburger Stadtteil Sudenburg. Östlich grenzt das gleichfalls denkmalgeschützte, ähnlich gestaltete Haus Halberstädter Straße 162 an.

## Architektur und Geschichte
Der viergeschossige Bau entstand in Formen des Jugendstils im Jahr 1904. Bauherr war der aus Groß Ottersleben stammende Ewald Mohs. Der Bereich gehörte damit zu den letzten Arealen der Halberstädter Straße die bebaut wurden.
Die verputzte Fassade wurde achtachsig ausgeführt. In den Brüstungsfeldern findet sich fein gestalteter Putzschmuck mit floralen Ornamenten und Kartuschen. Vor den beiden äußeren Achsen ist auf jeder Seite im ersten und zweiten Obergeschoss ein polygonaler Erker angeordnet. Mittig wird die Fassade von einem geschweiften Giebel bekrönt.
Im Erdgeschoss wurden Ladengeschäfte eingerichtet. Ihre Verwendung wechselte im Laufe der Geschichte häufig. Es bestanden Nutzungen als Fahrradgeschäft, Frisör, als Geschäft eines Installateurs für Gas und Wasser sowie als Kunst- und Bauschlosserei.
Während des Zweiten Weltkriegs wurde das Haus im Jahr 1945 durch Sprengbomben und Granaten beschädigt. In der Zeit der DDR wurde ein ursprünglich errichtetes Hinterhaus abgerissen und ein Sanitärtrakt angefügt. Im Jahr 1997 erfolgte eine grundlegende Sanierung des Vorder- und des Gartenhauses. Hierbei wurden auch Dachterrassen geschaffen.
Im örtlichen Denkmalverzeichnis ist das Wohnhaus unter der Erfassungsnummer 094 82000 als Baudenkmal verzeichnet.
Das Gebäude gilt als Teil des gründerzeitlichen Straßenzugs als städtebaulich bedeutend.